# جنورث
جنورث (انگلیسی: Genworth) شرکت خدمات مالی آمریکایی است، که در سال ۲۰۰۴ تأسیس شد.